# 血的呼喚
《血的呼喚》是荷屬東印度（今印度尼西亞）東方影業在1941年推出的黑白電影，由曹星漢監製，由蘇丹·烏斯曼·卡林擔任導演、編劇，並由達莉亞和蘇莉普主演，故事講述一對失去雙親的姊妹先在殖民地首府巴達維亞（今雅加達）設法謀生，後來到爪哇中部古突士一家丁香煙廠工作的經歷。
本片在爪哇中部一家孤兒院和兩家工廠取景，之後在東印度群島和新加坡上映，在商業上還算成功。電影的配樂包括9首格朗章歌曲，大受公眾好評，演員的演技也獲得了影評人讚揚，但是東方影業無法藉此收回成本，不久後就和多元影業合併。本片至少上映到1952年8月，但如今很可能已經佚失。

## 故事大綱
達莉亞和蘇莉普（由同名演員飾演）是一對姐妹，沒有父母的依靠，電影一開始就講述她們離鄉別井，到殖民地首府巴達維亞（今雅加達）謀生。經過一段貧困的生活後，她們獲得哈吉·伊薩（Hajji Ishak，莫赫達·威查雅飾）的收留，在他家裏擔任女傭。起初她們感到興奮，後來卻發現伊薩夫人生性殘暴，經常毆打她們，同時伊薩的未來女婿也不斷調戲達莉亞，令他的未婚妻感到非常沮喪。
之後，達莉亞和蘇莉普決定跑到古突士（今屬中爪哇省），並在朋友（S·波尼曼飾）的幫助下，在尼蒂森米托（Nitisemito）丁香煙廠找到工作。不久後，伊薩府上來了一個客人，他告訴伊薩，兩姊妹就是自己的侄女。於是伊薩便在報章刊登尋人廣告，請兩姊妹回到巴達維亞，但是不成功。
兩姊妹一接到伊薩尋人的消息，就趕回巴達維亞。她們受到伊薩一家人的熱烈歡迎和豪華款待，伊薩夫人不僅對之前虐待她們的往事感到抱歉，還支持達莉亞成立孤兒院的計劃。

## 製作
《血的呼喚》的導演兼編劇蘇丹·烏斯曼·卡林俗稱蘇斯卡（Suska），是一名記者，以前參加過由安查爾·阿斯馬拉領班的「博萊羅」巡迴戲劇團（Bolero），和安查爾、伊努·貝巴塔薩里一樣都是在1940年代加入當地影壇的記者。這部電影是他在電影界的第一部作品，也是他的執導處男作。製片商東方影業是一家位於巴達維亞的電影公司，由華裔製片人曹星漢（Tjho Seng Han）經營，前三部作品都由楊眾生擔任導演，但後來楊氏跳槽到大華影業，令東方影業不得不招攬新導演。
本片由印歐人攝影師J·J·W·史蒂芬斯（J. J. W. Steffens）以黑白電影膠卷攝製，由蘇馬詹（Soemardjan）剪輯，部分場景在一家由S·Z·古納萬（S. Z. Gunawan，在電影中飾演自己）擁有的穆斯林孤兒院，古突士的尼蒂森米托煙廠，以及北加浪岸一家由陳耀麟（Tan Jauw Lin）擁有的蠟染廠拍攝。印尼電影歷史學家米斯巴赫·尤薩·比蘭在2009年一部著作中指出，尼蒂森米托是1940年代東印度群島一家大型煙廠，在電影中非常顯眼，還認為尼蒂森米托有份贊助這部電影的製作成本。
這部黑白電影由達莉亞、蘇莉普和S·波尼曼主演，他們本來是歌手，以強大的唱功為人熟悉。其他演員還包括沃莉·蘇蒂娜（Wolly Sutinah），以及莫赫達爾·威查雅（Mochtar Widjaja）。這是蘇蒂娜第一次為東方影業拍攝電影，其他演員以前都曾經參演過東方影業的作品。這部電影的配樂包括9首格朗章歌曲。

## 發行與反響

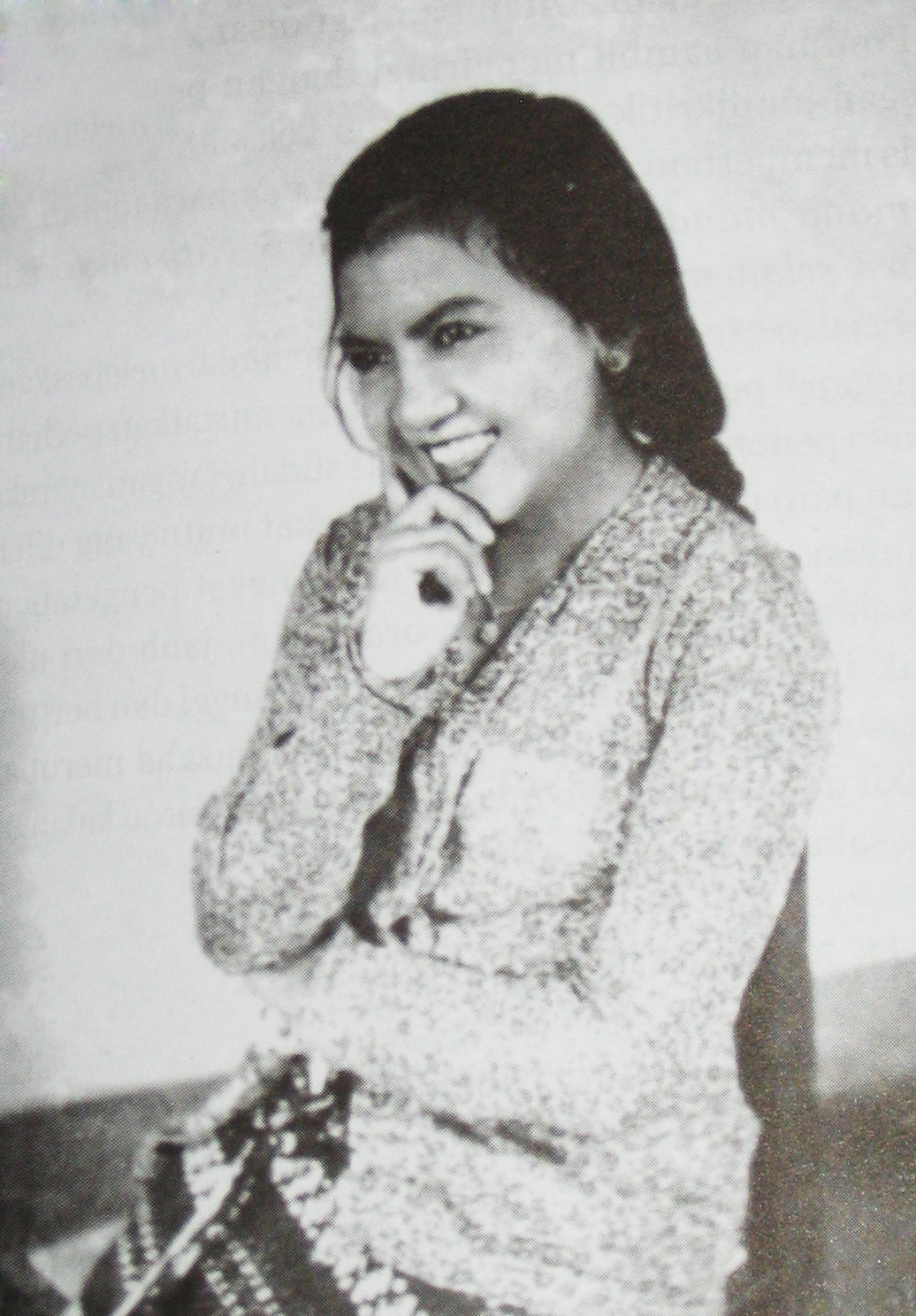
為該片拍攝的宣傳照

1941年6月30日，《血的呼喚》在巴達維亞的好麗安戲院（Orion Theatre）進行首映。報導稱這部電影還算成功，觀眾主要來自低下階層。及至當年8月，該片已經在泗水上映，到了9月新加坡（海峽殖民地的一部分）也上映了這部電影。後來魯斯淡·蘇丹·巴林迪赫把這部電影改編為小說，然後交由總部位於日惹的考爾夫-比寧出版社（Kolff-Buning）出版發行。
影評人對《血的呼喚》的評價並不一致，有的評論指出了影片的優點和缺點，也有評論對這部電影讚譽有加。記者蘇羅諾（Soerono）為娛樂雜誌《世界舞台與電影》（Pertjatoeran Doenia dan Film）撰寫的評論指出，伊斯蘭教鼓勵教徒善待孤兒，這部電影能夠把這一點體現出來，對此他很是高興。《泗水商報》一篇匿名影評則認為，這部電影是「特別的」，並讚揚蘇莉普在演出時率性而為。比蘭說，來自低下階層的觀眾很喜歡本片的配樂，不過知識份子卻嘲笑片中工廠主管帶着吉他上班的橋段，他本人也認為本片的劇情不講邏輯，質疑為甚麼兩姊妹不在家鄉工作，還有為甚麼這對窮困的姊妹能夠從巴達維亞到達400（250英里）外的古突士。

## 後續
東方影業完成《血的呼喚》之後，無法收回成本，結果要和荷蘭人擁有的多元影業（Multi Film）合併，停止製作故事片。之後蘇斯卡離開了東方影業，加入鄭丁春的爪哇工業電影公司，為該公司執導《勒娜·慕度·馬尼甘》一片。本片大部分演員之後也繼續他們的電影生涯，例如達莉亞和蘇莉普之後在電影業活躍了50多年，直至在1990年拍攝告別作為止，達莉亞參演的最後一部長片是《鬥士查葛·吉蘭那》（Pendekar Jagad Kelana），蘇莉普參演的最後一部長片則是《自從愛情創造了出來》。波尼曼在1975年息影，蘇蒂娜則在1986年退出影壇。然而，威查雅在1941年之後就沒有拍攝過任何電影。
《溢血財產》至少放映到了1952年8月，但如今很可能已经散佚。荷属东印度的电影胶卷以非常易燃的硝化纤维制成，1952年印尼國家電影製片廠的仓库失火，大部分物品毀於一旦，後來為了消除火災隱患，所有存放老電影的硝化纖維膠片都被銷毀。因此，美国视觉人类学家卡尔·G·海德推论，所有在1950年前制作的印尼电影均已散失。不过，J·B·克里斯坦托（J.B. Kristanto）在《印尼电影目录》中表示，印尼电影资料馆把好几部荷属东印度电影保存下來。比蘭还指出，荷兰政府新闻处收藏了几部日本宣传电影，使之留存至今。

## 備註
1. ↑  格朗章是一種受到葡萄牙音樂影響的印尼傳統音樂，在當時很受低下階層土著歡迎[13]。
2. ↑  當時他是《公平》（Adil）雜誌和《阿爾法奇》（Alfatch）月刊的編輯[18]。
3. ↑  原文：「is iets bijzonders.」

## 腳註
1. ↑  Biran 2009，第269頁.
2. ↑  Biran 2009，第216, 262頁.
3. 1 2  Pertjatoeran Doenia 1941a, Warta dari Studio，第18頁.
4. 1 2 3  Biran 2009，第229頁.
5. 1 2  Filmindonesia.or.id, Kredit Panggilan Darah.
6. 1 2 3 4 5 6  Biran 2009，第270頁.
7. ↑  Filmindonesia.or.id, Panggilan Darah.
8. 1 2  Filmindonesia.or.id, Filmografi Dhalia.
9. 1 2  Filmindonesia.or.id, Filmografi Soerip.
10. 1 2  Filmindonesia.or.id, Filmografi S Poniman.
11. 1 2  Filmindonesia.or.id, Filmografi Mochtar Widjaja.
12. 1 2  Filmindonesia.or.id, Filmografi Wolly Sutinah.
13. ↑  Biran 1982，第11頁.
14. ↑  Pertjatoeran Doenia 1941b, Warta dari Studio，第28頁.
15. 1 2  Soerabaijasch Handelsblad 1941, Film Sampoerna theater.
16. ↑  The Straits Times 1941, (untitled).
17. ↑  WorldCat, Panggilan Darah.
18. 1 2  Soerono 1941，第18頁.
19. ↑  Biran 2009，第216頁.
20. ↑  Algemeen Indisch Dagblad 1952, Cinemas.
21. ↑  Biran 2012，第291頁.
22. ↑  Heider 1991，第14頁.
23. ↑  Biran 2009，第351頁.